# Весёлые Жабокричи
«Весёлые Жабокри́чи» (укр. Веселі Жабокричі) — советский художественный фильм, снятый в 1971 году режиссёром Виктором Ивановым на киностудии им. А. Довженко.
Фильм по мотивам классических украинских комедий Марка Кропивницкого, Василия Гоголя, Ивана Котляревского и Степана Васильченко.
Премьера состоялась 16 июля 1973 года.

## Сюжет
Фильм разоблачает невежество, взяточничество, властолюбие сельских заправил и утверждает неиссякаемый оптимизм и народную смекалку.
Кинолента о жизни и нравах украинского села в XIX веке. Сельский староста, после тяжёлого запоя, потеряв счёт дням, решил пить не каждый, а через день. Раздосадованный тем, что никто не срывал листки календаря он запретил молодёжи собираться по вечерам на гулянья. Но именно вечером должно произойти первое свидание Олёнки и Тимоша. Сообразительные парни и девушки решили помочь влюблённым и так напоить старшину, чтобы он забыл о своём запрете. Что из этого вышло и показано в фильме.

Журнал «Спутник кинозрителя» за апрель 1973 года отмечал:
Герои картины «Весёлые Жабокричи» поют куплеты, на полном серьёзе разыгрывают тривиальные ситуации, в которых фигурируют обязательная первая красавица на селе и первая деревенская сплетница, сластолюбивый писарь и глупый староста, находчивый солдат и жадный поп… Водевильная драматургия, естественно, предполагает цепь недоразумений, пустых хлопот, любовных коллизий. Но в правило игры обычно входит и определённое отношение к происходящему, авторская, пусть самая нехитрая, но позиция создателей картины. Режиссёр (он же и автор сценария) Виктор Иванов не стремится выразить своё отношение к прочтению классики. Увлечённый красочной стихией языка, фантазией, темпераментом рассказчиков, режиссёр восторженно переносит на экран сочные подробности быта украинского села прошлого века, чёртовщину снов вечно пьяного старшины, буйство красок жаркого малороссийского лета.

Всё происходящее на экране сопровождается громкой, бодрой музыкой Бориса Буевского, песнями, в исполнении вокально-инструментального ансамбля под руководством Ключарёва и плясками, поставленными балетмейстером Сегалем. По мнению авторов картины, «показывая нравы и обычаи старого украинского села, пороки, столь живучие в человеческом характере — чванство, властолюбие, глупость, — фильм утверждает неиссякаемый оптимизм, нравственное здоровье народа, его жизнелюбие, способность веселиться искренне, от души».

## В ролях
- Николай Гриценко — Василь Миронович, сельский староста
- Лилия Гриценко — Рындычка
- Николай Яковченко — сторож
- Лидия Белозёрова — Парася
- Георгий Епифанцев — Чупрун
- Павел Загребельный — Савка
- Надежда Изюмская — Оленка
- Владимир Кошель — Тимиш
- Владимир Кашпур — солдат Петро
- Валентина Ивашёва — Василина
- Николай Невидничий — Сидор Гаврилович, дьяк
- Владимир Круглов — Финтик
- Константин Ершов — свидетель
- Андрей Подубинский — музыкант (нет в титрах)
- Анатолий Переверзев — музыкант (нет в титрах)

## Съёмочная группа
- Режиссёр: Виктор Иванов
- Сценарист: Виктор Иванов
- Оператор: Михаил Иванов
- Композитор: Борис Буевский
- Художник: Иосиф Юцевич
- Звукооператор: Константин Коган
- Монтаж: Таисия Кряченко

## Критика
Киновед Иван Корниенко писал, что Виктор Иванов не смог закрепить свои достижения, какие были у его успешной кинокомедии «За двумя зайцами»: «в нём немало приёмов, рассчитанных лишь на внешний эффект».